# 홍콩라디오텔레비전
홍콩라디오텔레비전(Radio Television Hong Kong, 약칭 RTHK, 향항전대, 香港電臺)은 홍콩의 공영 방송국이다. 현재 홍콩에서 가장 공신력 높은 언론으로 평가받고 있다.

## 개요
라디오 방송은 독자적인 주파수로 방송을 실시하고 있지만, 텔레비전 방송은 2012년까지 자체 방송 채널이 없어서 홍콩의 민간방송인 TVB와 aTV의 황금시간대(월~금요일: 19:00-19:30, 토요일: 19:00-20:00, 일요일: 19:00-20:30.)를 빌려서 방송하였는데, 1년 주기로 시간대가 바뀐다. 공영방송인 만큼 프로그램도 공익적인게 대부분이다. 예능 프로그램을 제작하는 일도 종종 있는데, 대개는 정치에 관련된 내용이 대부분. 2012년부터 홍콩라디오텔레비전은 자체 텔레비전 방송 채널을 시험송출하다 2014년 1월 13일 개국했다.
영국의 식민지였을때부터 방송했기 때문에 광동어와 함께 영어로 방송하는 채널도 있으며, 영국의 식민지 시절에서는 BBC 라디오 3, BBC 라디오 4의 일부 프로그램을 방송하기도 하였다. 1997년부터는 보통화로도 라디오 방송을 하고 있다.

## 역사
1928년 6월에 첫 라디오 방송을 시작하였으며, 홍콩에서 가장 먼저 개국하였다. 개국 당시에는 "GOW"란 호출부호였다. 1948년에는 RHK라는 이름으로 바뀌었다. (영어: Radio Hong Kong, 중국어: 香港廣播電台) 1954년에는 홍콩 총독부 국정홍보국 산하에서 독립하였다.
1969년에는 중파 방송 송신소를 zh:紅磡에서 신계산 인근으로 이전하였다. 송신소 출력은 매우 높았으나, 일부 지역에서 난청 현상이 생기는 문제가 있었다.
텔레비전 프로그램은 1970년부터 제작을 시작하였으나, 자체 채널을 개국하지 못해 다른 방송국의 시간대를 빌려 방송하였다. 1976년에는 텔레비전 프로그램 참여를 반영하여 현재의 RTHK로 변경하였다. aTV 폐국 후 아날로그는 RTHK로 넘어갔다.

## 라디오 방송

### 아날로그·디지털 겸용
- 香港電台第一台 (RTHK Radio 1)
  - 뉴스, 시사 등 일반적인 프로그램 편성. / 1934년 개국
  - 광둥어 / FM (MHz) 92.6 (Mt. Gough), 94.4 (Kowloon Peak), 93.2 (Cloudy Hill), 93.4 (Castle Peak), 93.6 (Lamma Island), 92.9 (Golden Hill), 93.5 (Beacon Hill)
- 香港電台第二台 (RTHK Radio 2)
  - 청소년 지향 오락 및 대중 음악 편성. / 1981년 6월 개국
  - 광둥어 / FM (MHz) 94.8 (Mt. Gough), 96.9 (Kowloon Peak), 95.3 (Cloudy Hill), 96.4 (Castle Peak), 96.0 (Lamma Island), 95.6 (Golden Hill), 96.3 (Beacon Hill)
- RTHK Radio 3 (香港電台第三台)
  - 영어 채널. 뉴스, 시사, 교육, 드라마 등 편성. / 1928년 6월 30일 개국
  - 영어 / AM (kHz) 567 (Golden Hill), 1584 (Chung Hum Kok)
　　　 FM (MHz) 97.9 (Mt. Nicholson), 106.8 (Chung Hum Kok), 107.8 (Tseung Kwan O), 107.8 (Tin Shui Wai)
- RTHK Radio 4 / 香港電台第四台(古典音樂台)
  - 클래식 음악 및 예술 편성. 2017년 9월 3일 이후에는 새벽 시간대에 영국의 BBC 월드 서비스 재전송. / 1974년 1월 개국
  - 영어(일부 광둥어) / FM (MHz) 97.6 (Mt. Gough), 98.9 (Kowloon Peak), 97.8 (Cloudy Hill), 98.7 (Castle Peak), 98.2 (Lamma Island), 98.4 (Golden Hill), 98.1 (Beacon Hill)
- 香港電台第五台(戲曲台, RTHK Radio 5)
  - 드라마, 문화, 교육, 노인 및 어린이 대상 편성. / 1978년 개국
  - 광둥어(일부 표준중국어) / AM (kHz) 783 (Golden Hill)
　　　　　　　　　　　　 FM (MHz) 92.3 (Tin Shui Wai), 99.4 (Tseung Kwan O), 106.8 (Castle Peak)
- RTHK Radio 6(香港電台第六台)
  - 원래는 영국의 BBC 월드 서비스 재전송하였지만, 2017년 9월 3일부터는 중앙인민방송의 홍콩의 소리 재전송.
  - 영어 / AM (kHz) 675 (Territory-wide)
- 香港電台普通話台(RTHK Putonghua)
  - 표준중국어 전문 채널. / 1997년 3월 31일 개국
  - 표준중국어(일부 광둥어) / AM (kHz) 621 (Golden Hill)
　　　　　　　　　　　　 FM (MHz) 100.9 (Jardine's Lookout), 103.3 Tseung Kwan O, 103.3 (Tin Shui Wai)

### 디지털 오디오 방송전용
홍콩 당국의 DAB 방송 폐지 정책에 따라 2017년 9월 30일(DAB 4는 9월 3일) 폐국.
- RTHK DAB 1(香港電台數碼31台)
  - RTHK Putonghua의 보조 채널 / 2012년 9월 17일 개국
  - 표준중국어(일부 광둥어) / DAB+ (MHz) OFDM 220.352 Channel 31
- RTHK DAB 2(香港電台數碼32台)
  - 중앙인민방송 홍콩의 소리(香港之声) 채널
  - 표준중국어(일부 광둥어) / DAB+ (MHz) OFDM 220.352 Channel 32
- RTHK DAB 3(香港電台數碼33台)
  - RTHK Radio 3의 보조 채널 / 2012년 9월 17일 개국
  - 영어 / DAB+ (MHz) OFDM 220.352 Channel 33
- RTHK DAB 4(香港電台數碼34台)
  - RTHK Radio 6의 보조 채널로 BBC 월드 서비스 재전송 / 2017년 9월 3일 폐국
  - 영어 / DAB+ (MHz) OFDM 220.352 Channel 34
- RTHK DAB 5(香港電台數碼35台)
  - RTHK Radio 5의 보조 채널 / 2012년 9월 17일 개국
  - 광둥어 / DAB+ (MHz) OFDM 220.352 Channel 35

## 텔레비전 채널
- RTHK TV 1 (港台電視31)
  - 디지털 HD 31번 / 2014년 1월 13일 개국
  - 일반 시사, 교육, 정보, 문화, 예술, 드라마 등 다양한 프로그램 편성. 방송 시간은 평일 오후 5시~오후 1시, 주말 오후 12시~오전 1시 30분에 방송.
- RTHK TV 2 (港台電視32)
  - 디지털 HD 32번 / 2014년 1월 13일 개국
  - 입법위원회 회의 생중계 매주 수요일 및 기타 중요한 기자 회견 위주의 편성.
- RTHK TV 3 (港台電視33)
  - 디지털 HD 33번 / 2014년 1월 13일 개국
  - CCTV-1 재전송. (2017년 5월 30일 8:00 UTC+8부터)
  - CGTN - CGTN Documentary 재전송. (2017년 5월 30일까지)

## 주요 프로그램

### 텔레비전
- 사자산하（獅子山下）(1974~1979,1984~1988,1990,1992~1995,2006)
  - RTHK에서 1972년에 제작한 드라마. 총 234편으로, 주로 홍콩민들의 생활과 사회현황을 다뤘다.
- 폴리스 리포트（警訊）(1973~2020)[1]
  - 홍콩 경찰 공공관계과 (香港警察公共關係科)와 합동으로 제작, 1973년부터 현재까지 제작 중이다. 범죄 예방을 위해서 이와 관련된 모방 영상등을 보여준다. 범죄의 강도와 횟수가 급증한 1985년 10월부터 1996년까지 승지어법（繩之於法）을 방송했다.
- 홍콩 커넥션（鏗鏘集） (1978년~현재)
  - 홍콩의 시사 프로그램으로 정치, 경제, 환경, 사회, 중국현황, 국제시야 등 각종 의제를 다룬다. 2002년에 1000회를 돌파했으며, 현재도 RTHK의 장수 프로그램으로 손꼽히고 있다. 1978년 3월 5일부터 지금까지 TVB에 고정적으로 방송 중.
- 헤드라이너（頭條新聞）(1989년~2020년)[2]
  - 홍콩에서 가장 사랑받는 시사프로그램 중 하나로, 주로 정치 풍자 등을 다룬다. 1989년 4월 4일 첫 방송.
- 펜타프리즘（五稜鏡）(1986~2008)
  - 1986년 10월 1일 첫 방송. 5분짜리 시사 프로그램으로, 세간에 문제되고 있는 문제를 다룬다. 2008년 3월 3일, 좌우홍남록(左右紅藍綠)으로 그 역할이 넘어갔다.
  - 펜타프리즘 시즌 2（左右紅藍綠）(2008~)
- 홍콩 스토리（香港故事）(2006년~현재)
  - 홍콩에 살고 있는 여러 민족들의 소소한 이야기를 다큐로 담아낸 프로그램. 2006년 11월 5일 첫 방송. 현재 시즌 14가 방송 중이며, 현재까지 aTV에 고정적으로 방송 중.
- 시티 포럼(城市論壇) (1980~)
  - 1980년 4월 13일 첫 방송. 주로 일요일 낮에 생방송으로 이루어진다. 홍콩 입법회 의원들과 정부 관원들을 초대, 정치와 민생에 대한 대안을 다룬다. TVB 채널을 통해 방송하였으며, bbTV와 now TV 등에서도 방송하였다.
- Week in Politics(議事論事) (1986~)
  - 홍콩 입법회에 관련된 소식을 주로 다룬다.
- 미디어 워치(傳媒春秋) (1990~2008)
  - 홍콩의 방송 및 언론 매체의 현주소와 앞으로의 체재 제시를 다룬 프로그램.

### 라디오
- 한류를 찾아서(大韓風) (2011~)
  - 한국관광공사와 홍콩 성시 대학의 협력으로 제작한 한류 프로그램으로, 한국어 및 한국 가요 공부를 다루는 프로그램이다.
- K-Pop Upbeat (2015~)
  - 2015년 RTHK Radio 2에서 방송되는 한류 프로그램으로, 한국 가요곡을 전문으로 하는 프로그램이다.